# Òvals (Lluís Trepat)

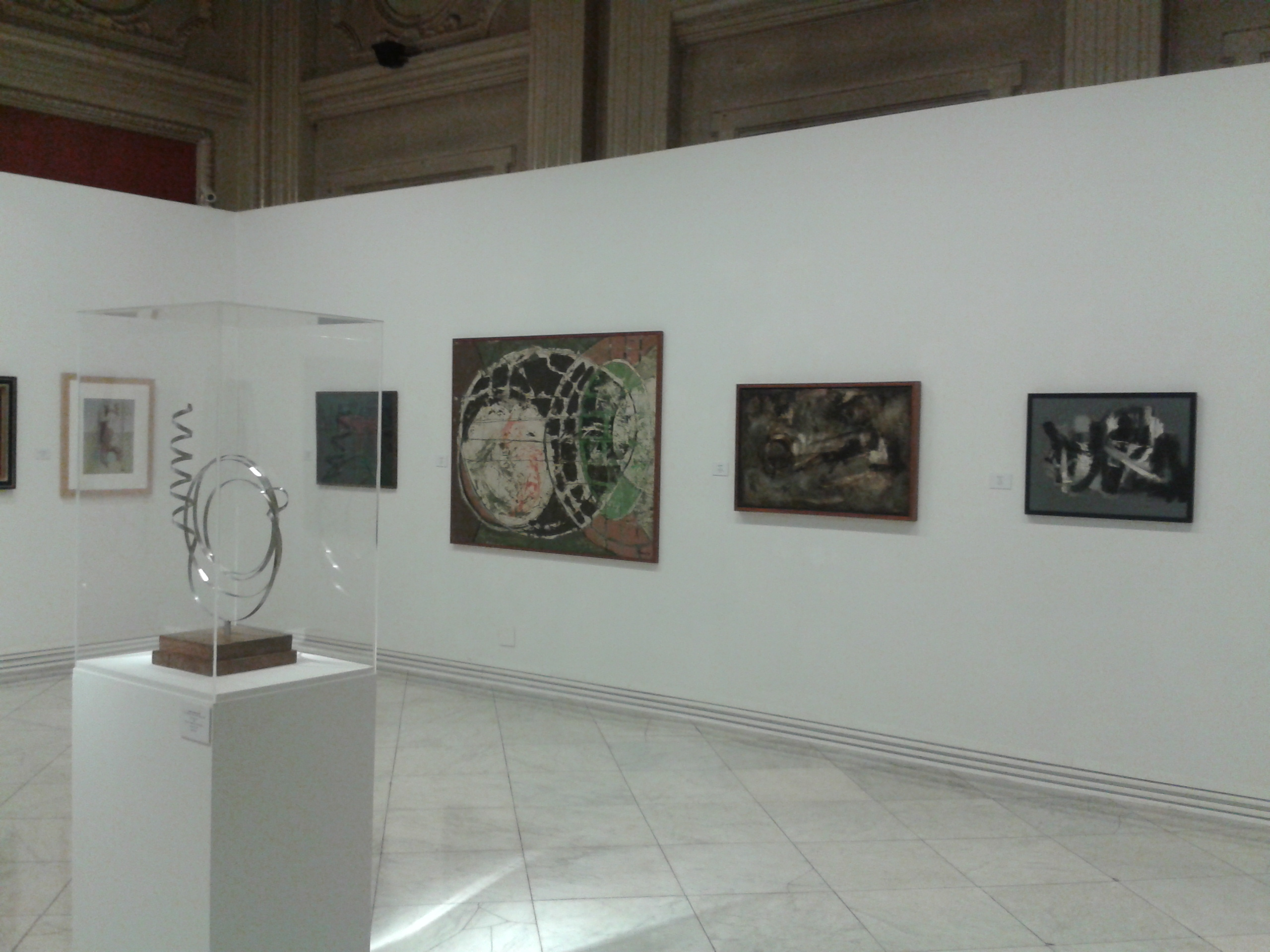
Vista interior del Museu d'Art Jaume Morera, amb De l'aire a l'aire de Leandre Cristòfol i Peralba en primer terme i Òvals al fons

Òvals és una sèrie d'obra pictòrica abstracta realitzada per Lluís Trepat i Padró al tombant de la dècada dels anys 60 del segle xx. Al Museu d'Art Jaume Morera es conserven dues peces d'aquesta sèrie, considerada la seva millor aportació artística, el conjunt abstracte més coherent, elaborat i personal de Trepat, la culminació del seu procés d'evolució vers l'abstracció iniciat l'any 1956, a partir del qual va iniciar un retorn progressiu vers el treball figuratiu.
Aquesta obra presenta ovals constrets pels límits de l'obra, delimitada mitjançant el color, resultant en una abstracció esquemàtica, molt racionalitzada i en equilibri constant, on el color esdevé el gran protagonista i permet que l'artista se senti còmode i segur amb la seva proposta. Aquesta peça suposa la recuperació del pinzell, dels espais oberts, ordenats i harmònics, i assenyala l'inici del distanciament de Trepat respecte als elements més característics de l'informalisme català, com la pintura matèrica, el tatxisme o la incorporació a l'obra d'elements aliens a la pintura. Això no obstant, manté la importància del gest, i amplia la gamma cromàtica amb la intenció de superposar colors d'una mateixa família, els quals es mesclen i perden definició arran de la utilització de l'espàtula. L'obra fou adquirida a l'artista l'any 1995, i des d'aquell moment forma part de la col·lecció del Museu d'Art Jaume Morera.